# Аберіствіт Таун
ФК «Аберіствіт Таун» (валл. Clwb Pêl-Droed Tref Aberystwyth) — валлійський футбольний клуб з міста Абериствіт, заснований у 1884 році. Виступає у Прем'єр-лізі. Домашні матчі приймає на стадіоні «Парк Авеню», потужністю 5 000 глядачів.

## Титули і досягнення
- Володар Кубка Уельсу (1): 1899/1900